# 피터 스트라우스
피터 스트라우스(Peter Strauss, 1947년 2월 20일 ~ )는 미국의 배우이다.

## 출연 작품
- 야망의 계절